# Jan Brewer
Janice Kay "Jan" Brewer, nhũ danh Drinkwine (sinh 26 tháng 9 năm 1944) là Thống đốc thứ 22 của tiểu bang Arizona, Hoa Kỳ, bà là thành viên của Đảng Cộng hòa Hoa Kỳ. Bà là người phụ nữ thứ tư, và người phụ nữ liên tục thứ ba giữ chức vụ thống đốc bang Arizona. Brewer trước đây từng là bộ trưởng bang Arizona, từ tháng 1 năm 2003 cho đến khi Thống đốc lúc đó là Janet Napolitano đã từ chức sau khi được chọn làm Bộ trưởng Nội An vào tháng 1 năm 2009. Brewer đã trở thành Thống đốc bang Arizona do vị trí kế thừa chức vụ này theo quy định của hiến pháp tiểu bang Arizona.
Sinh ra tại California, Brewer tốt nghiệp Cao đẳng cộng đồng Glendale. Bà đã từng là một Thượng nghị sĩ bang và hạ nghị sĩ của Thượng và Hạ viện bang Arizona, 1983-1996. Brewer cũng là Chủ tịch của Ban Giám sát Maricopa, trước khi chạy đua chức Bộ trưởng bang năm 2002.
Jan Brewer là thống đốc tiểu bang Arizona, Hoa Kỳ.